# Мухаммед аль-Магді бін аль-Мутаггар
Мухаммед аль-Магді бін аль-Мутаггар (араб. محمد بن المطهر; 1275 – 28 жовтня 1328) – імам Зейдитської держави у Ємені.

## Життєпис
Аль-Магді зумів поступово витіснити Расулідів спочатку з єменського високогір'я, а потім йому вдалось відвоювати і Сану.